# Luločaj
Luločaj ili  Lul-čaj (azerski: Lülo çayı, ruski: Лулочай, Лул-чай) je rijeka u Azerbajdžanu. Lijeva je pritoka rijeke Gurdimančaj. Teče kroz Lahıc, Ismajilinski rajon.